# Club olympique de Billancourt
Le Club olympique de Billancourt est un ancien club omnisports français basé à Boulogne-Billancourt. Également appelé « Club Renault », il a été créé en 1917 sous le nom de C.O.U.R. (Club Olympique des Usines Renault). En juin 1920 par décision de Louis Renault, le club devient le CO Billancourt. En 1945, la loi sur les Comités d'entreprises fait que le club passe sous la tutelle du Comité d’Établissement de Renault qui en fait son club référent. Le 1er juin 1994, le Comité d'établissement décide que le C.O.B. n'est plus le « Club Renault », ce qui entraîne la disparition de la plupart de ses sections.
La section de volley-ball a été l'une des plus prolifiques, remportant le Championnat de France à trois reprises.

## Historique
- Le 23 décembre 1917 création du club omnisports Club olympique des usines Renault (C.O.U.R.)
- 1920 : le club est renommé Club olympique de Billancourt (C.O.B)
- 1945 : le club passe sous la tutelle du Comité d'Établissement de Renault
- 1er juin 1994, le Comité d’établissement décide que le C.O.B. n'est plus le « Club Renault », ce qui entraîne la disparition de la plupart de ses sections.

## Section de volley-ball
Créée au début des années 1940, la section de volley-ball devient champion de France en 1954 et conserve son titre les 2 saisons suivantes. Au début des années 1960, le club est relégué en Nationale 2.

### Palmarès
- Champion de France (3)
  - Vainqueur : 1954, 1955, 1956
  - Vice-champion : 1953, 1958

### Joueurs célèbres ou marquants
- Michel Constantin
- Jean Chabert (international français de 1952-1960)
- Roger Chabert (international français de 1952-1960 et capitaine de 1958-1959)
- Igor Chichkine (international français de 1951-1957)

## Section athlétisme
Parmi les athlètes qui ont marqué l'histoire du Club, on remarque :
- Boughéra El Ouafi,  champion olympique du marathon en 1928 à Amsterdam ;
- Michel Jazy,  médaille d'argent du 1 500 m aux Jeux olympiques de Rome en 1960.

## Section de handball
Ne doit pas être confondu avec Athletic Club de Boulogne-Billancourt (handball).
Une section de handball a également existé et a évolué au plus haut niveau du handball français dans les années 1960-70 :
- Section masculine
  - Champion de France Honneur (troisième division) métropolitain et vice-champion de France inter-zones Honneur en 1960[3].
  - Classement inconnu de 1961 à 1965
  - vainqueur de sa poule de Championnat Excellence et promu en Championnat de France
  - 7e de la poule Est en 1967 (relégué)
  - Classement inconnu en deuxième division en 1968
  - Champion de France de deuxième division en 1969 et promu en Championnat de France
  - 4e de la poule B en 1970
  - 7e de la poule A en 1971
  - 8e de la poule B en 1972
  - 10e de la poule A en 1973 (relégué)

Chez les femmes, la section a également évolué dans l'élite, au moins lors de la saison 1966-1967.

## Section de basket-ball
La section de basket-ball remporte le Championnat de France de basket-ball de deuxième division (appelé Championnat de France Excellence) en 1958.
Le bilan du CO Billancourt en première division du Championnat de France de basket-ball est le suivant : 
- 1955-1956 : 6e/8 de la poule A
- 1956-1957 : 7e/8 de la poule B et relégué
- 1958-1959 : 3e/8 de la poule B
- 1959-1960 : 4e/8 de la poule B
- 1960-1961 : 8e/8 de la poule A et relégué

## Section de football
La section de football a notamment évolué en Championnat de France amateur de football 1937-1938. Elle a également compté dans ses rangs le hongrois Gusztáv Sebes lors de la saison 1926-1927.

## Autres sections
La patineuse artistique Jacqueline du Bief a été championne du monde en 1952